# Pie de cabra

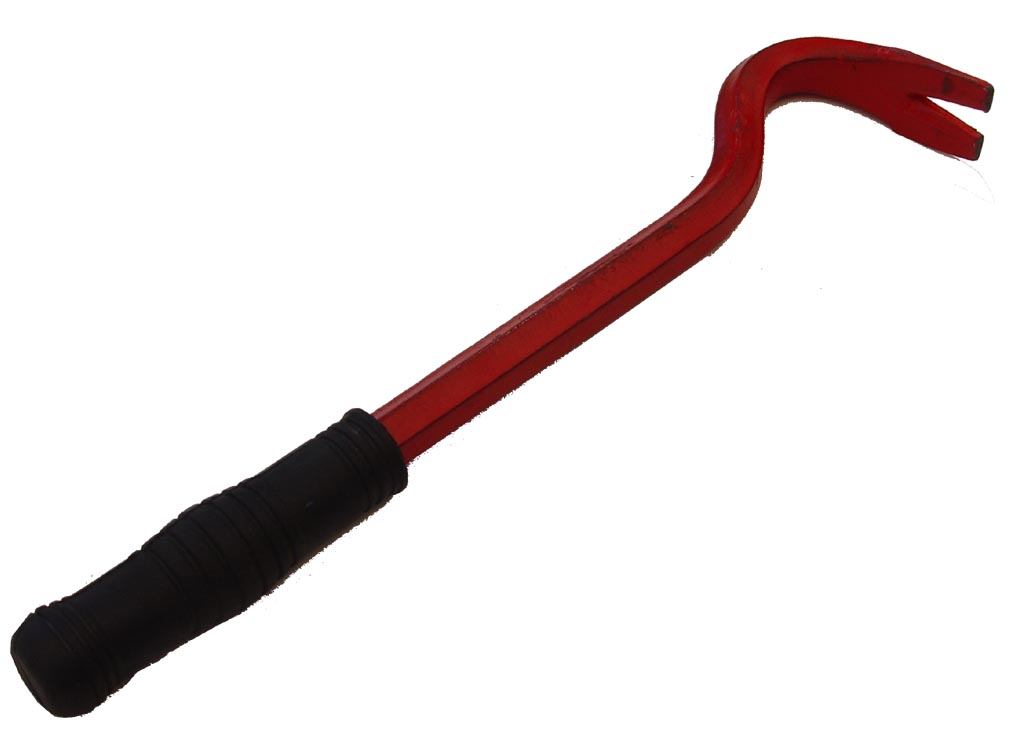
Una alzaprima.

Un pie de cabra, barreta, barra de uña, pata de cabra o pata de chiva en México, diablo, diablito, alzaprima o simplemente palanca y palanqueta es una herramienta que consiste en una barra de metal curvada en un extremo y de puntas aplanadas, que por lo  general lleva una pequeña fisura en una o ambas terminaciones para quitar clavos.
Se usa como palanca para separar dos objetos que se encuentran empalmados, siendo utilizadas comúnmente para abrir cajas de madera que están clavadas. Otro uso habitual es el de tareas de demolición, como alzaprimar tablones y romper cosas. También lo utilizan los tapiceros para levantar los tejidos parecidos que están clavados o grapados en los muebles, como sillones, sofás o bombos.También es el arma de Gordon Freeman en el videojuego Half-Life